# Kunstmuseum Basel Gegenwart

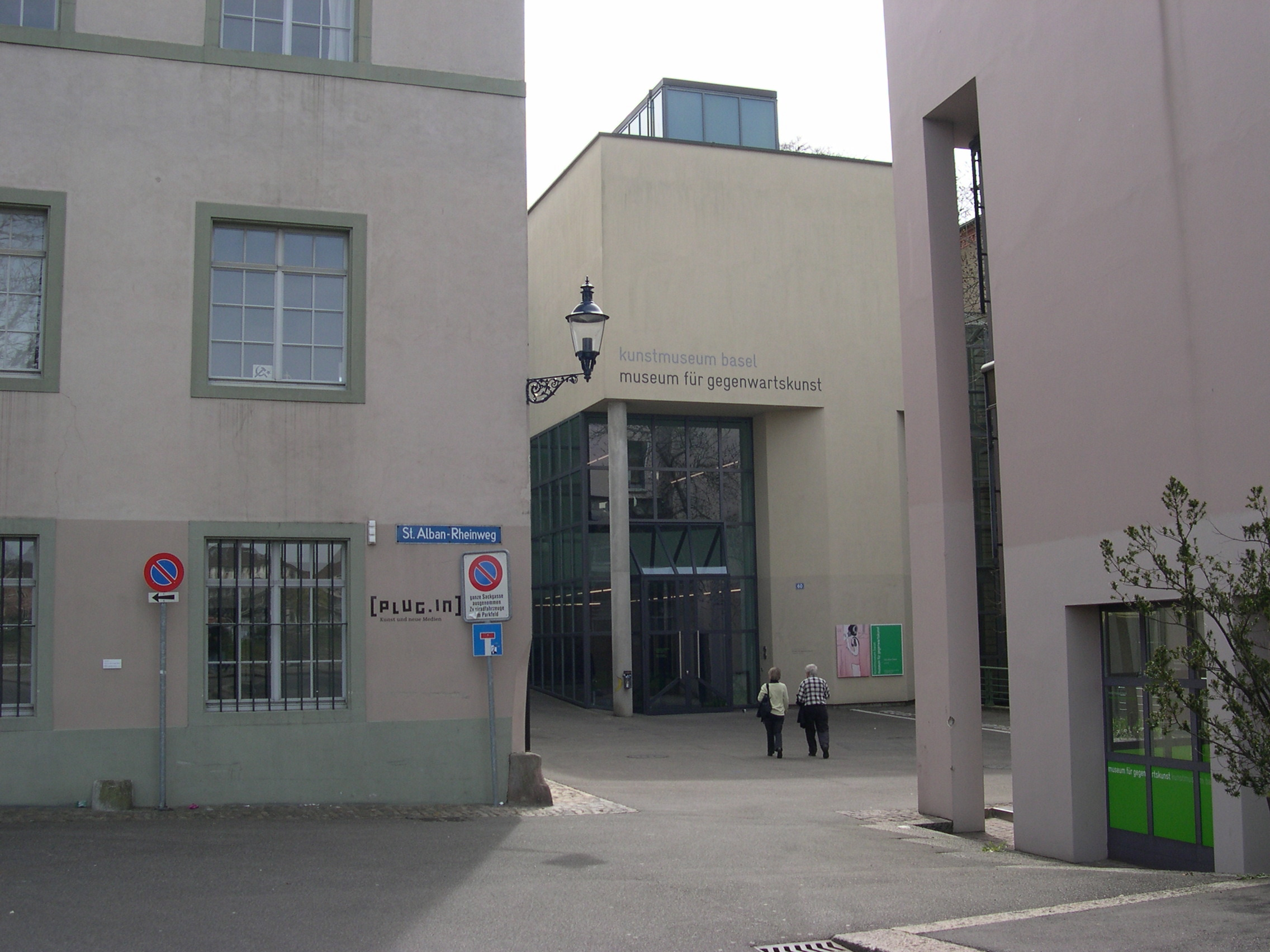
Kunstmuseum Basel | Gegenwart (hinten Mitte) und Medienkunstbetrieb [plug.in] (vorne links, bis 2011)

Das Kunstmuseum Basel | Gegenwart wurde 1980 in Basel unter dem Namen Museum für Gegenwartskunst als erster öffentlicher Ausstellungsbau in Europa eröffnet, der ausschliesslich zeitgenössischer Kunstproduktion und -praxis gewidmet ist.

## Beschreibung
Das Museum ist keine selbständige Institution, sondern gehört administrativ zum Kunstmuseum Basel, das rechtlich den Namen Öffentliche Kunstsammlung Basel führt. Es vereint Werke aus dem Kunstmuseum und aus der Emanuel Hoffmann-Stiftung. Seit 2016 führt es den Namen Kunstmuseum Basel | Gegenwart, um die Zusammengehörigkeit der Häuser stärker zu betonen.
Das Museum geht ursprünglich auf eine geplante Leihgabe des italienischen Kunstsammlers Giuseppe Panza di Biumo zurück, der Mitte der 1970er Jahre Basel anbot, zahlreiche seiner zeitgenössischen Werke leihweise zu überlassen, falls dafür geeignete Räumlichkeiten gefunden würden. Obwohl sich die Pläne der Leihgabe aus der Sammlung Panza zerschlugen, entstand in der Folge im Basler St. Alban-Tal das Museum für Gegenwartskunst. Dabei baute die Christoph Merian Stiftung parallel zur umfassenden Sanierung dieses Quartiers 1978–1979 eine ehemalige Papierfabrik mit einem Neubau nach Plänen des Basler Architekturbüros Steib+Steib zum zweiteiligen Museum um. Finanziert wurde das Projekt zu wesentlichen Teilen durch die Mäzenin Maja Sacher-Stehlin mit der Auflage, dass die Öffentliche Kunstsammlung dort Kunstobjekte der Emanuel Hoffmann Stiftung ausstelle. Der Kanton Basel-Stadt wiederum brachte Grundstück samt unentgeltlichem Baurecht ein und kommt seit 1991 vollumfänglich für die Betriebskosten auf. 2005 wurde der Bau umfassend renoviert.

## Sammlung
Das Museum präsentiert Kunst, die von den 1960er Jahren bis in die Gegenwart entstanden ist. Es sammelt bereits seit 1971 neben den klassischen Medien wie Malerei oder Plastik auch Videokunst. Schwerpunkte der Sammlung bilden das Schaffen von Joseph Beuys, Bruce Nauman, Rosemarie Trockel, Jeff Wall und die aktuelle amerikanische Kunst (Robert Gober, Elizabeth Peyton, Matthew Barney). Nicht ausgestellte Werke der Emanuel Hoffmann-Stiftung werden seit 2003 im Schaulager in Münchenstein aufbewahrt.
Das Museum wurde bis Ende Oktober 2013 von Nikola Dietrich geleitet, der zum November 2013 von Søren Grammel abgelöst wurde. Im Herbst 2020 übernahm Maja Wismer die Leitung des Bereiches Gegenwartskunst am Kunstmuseum Basel.

## Ausstellungen (Auswahl)
- 2024: im Neubau: Dan Flavin. Widmungen aus Licht
- 2022: Brice Marden. Inner Space, Kurator: Josef Helfenstein
- 2021: Sophie Taeuber-Arp. Gelebte Abstraktion, Kuratorinnen Eva Reifert, Anne Umland, Natalia Sidlina und Walburga Krupp[5]
- 2021: Dorian Sari. Post-truth, Kuratoren: Philipp Selzer und Sarah Wiesendanger.
- 2020/2021: Isa Genzken – Werke von 1973 bis 1983, 5. September 2020–24. Januar 2021 (in Kooperation mit der K21 Kunstsammlung Nordrhein-Westfalen, Düsseldorf)[6]
- 2019/2020: A Circular Flow. Zur Ökonomie der Ungleichheit, 7. Dezember 2019–19. Juli 2020
- 2019: William Kentridge, A poem That is Not Our Own, 8. August–13. Oktober 2019[7]
- 2018/2019: Martha Rosler, Hito Steyerl, War Games, 5. Mai 2018–20. Januar 2019[8]
- 2018/2019: Sophie Jung, The Bigger Sleep, Manor Kunstpreis 2018, 1. Dezember 2018–3. Februar 2019[9]
- 2017/2018: Clegg & Guttmann. 120 Jahre nach dem Ersten Zionistenkongress in Basel, 25. November 2017–11. April 2018
- 2017: Richard Serra – Films and Videotapes, 20. Mai–15. Oktober 2017
- 2016: Reinhard Mucha, 19. März–21. August 2016
- 2014/2015: One Million Years. System und Symptom, 11. Oktober 2014–6. April 2015
- 2013: Tell it to My Heart. Collected by Julie Ault, 2. Februar–2. Mai 2013